# Chile nos Jogos Pan-Americanos de 1999
O Chile competiu nos Jogos Pan-Americanos de 1999, em Winnipeg, no Canadá.